# Manic, Bistrița-Năsăud
Manic este un sat în comuna Chiochiș din județul Bistrița-Năsăud, Transilvania, România.

## Vezi și
- Biserica de lemn din Manic

## Galerie de imagini

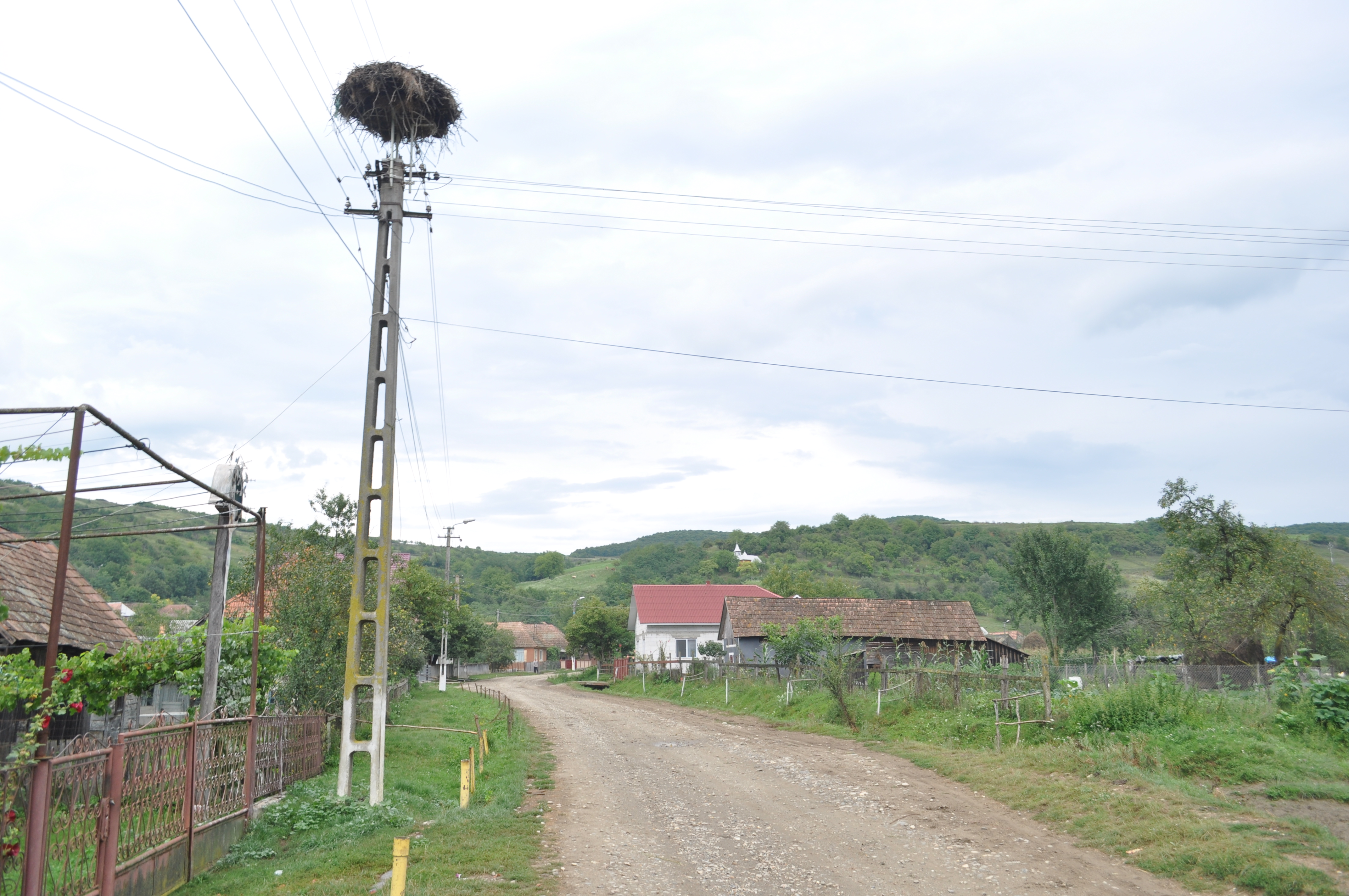
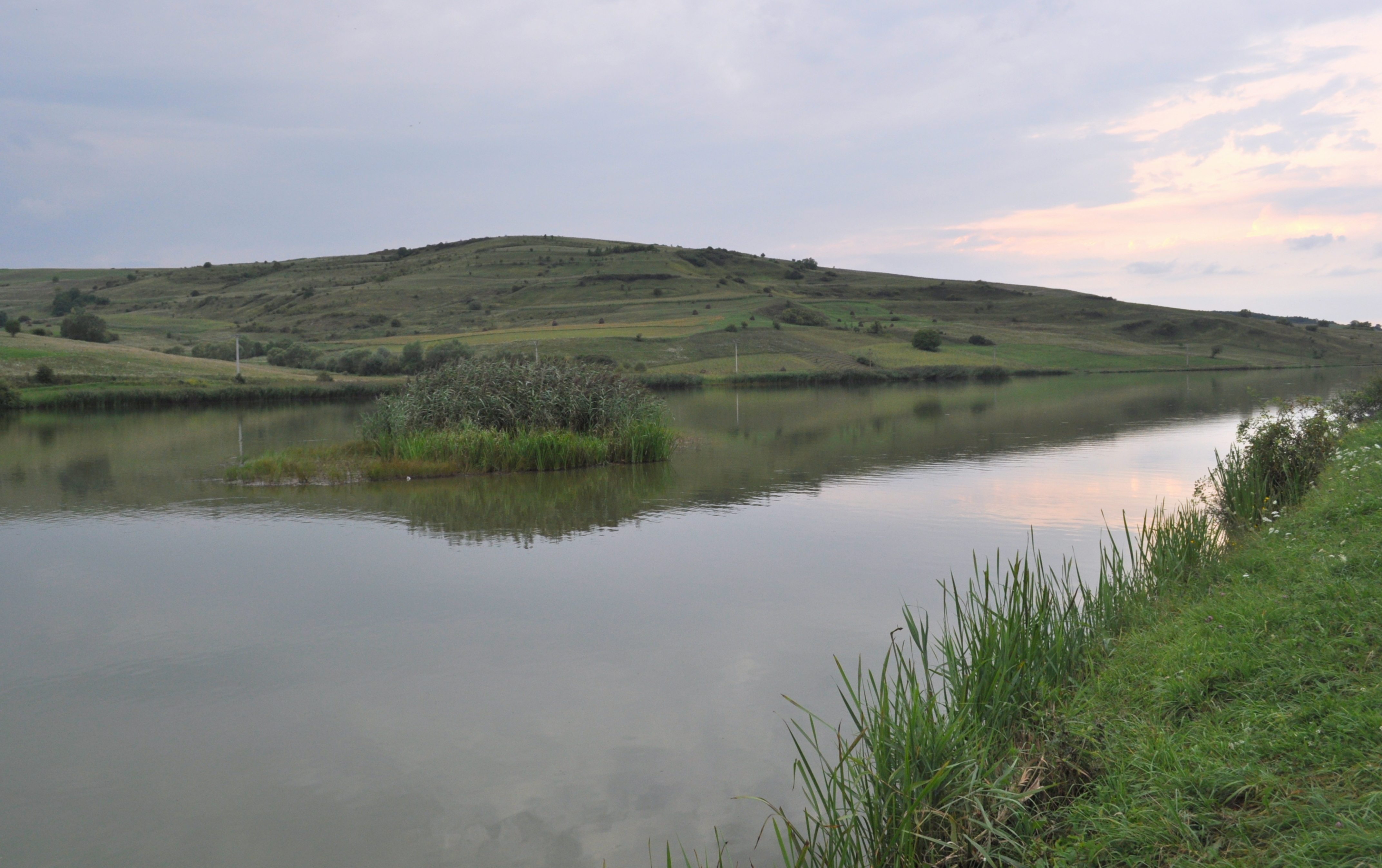
Lacurile din Manic
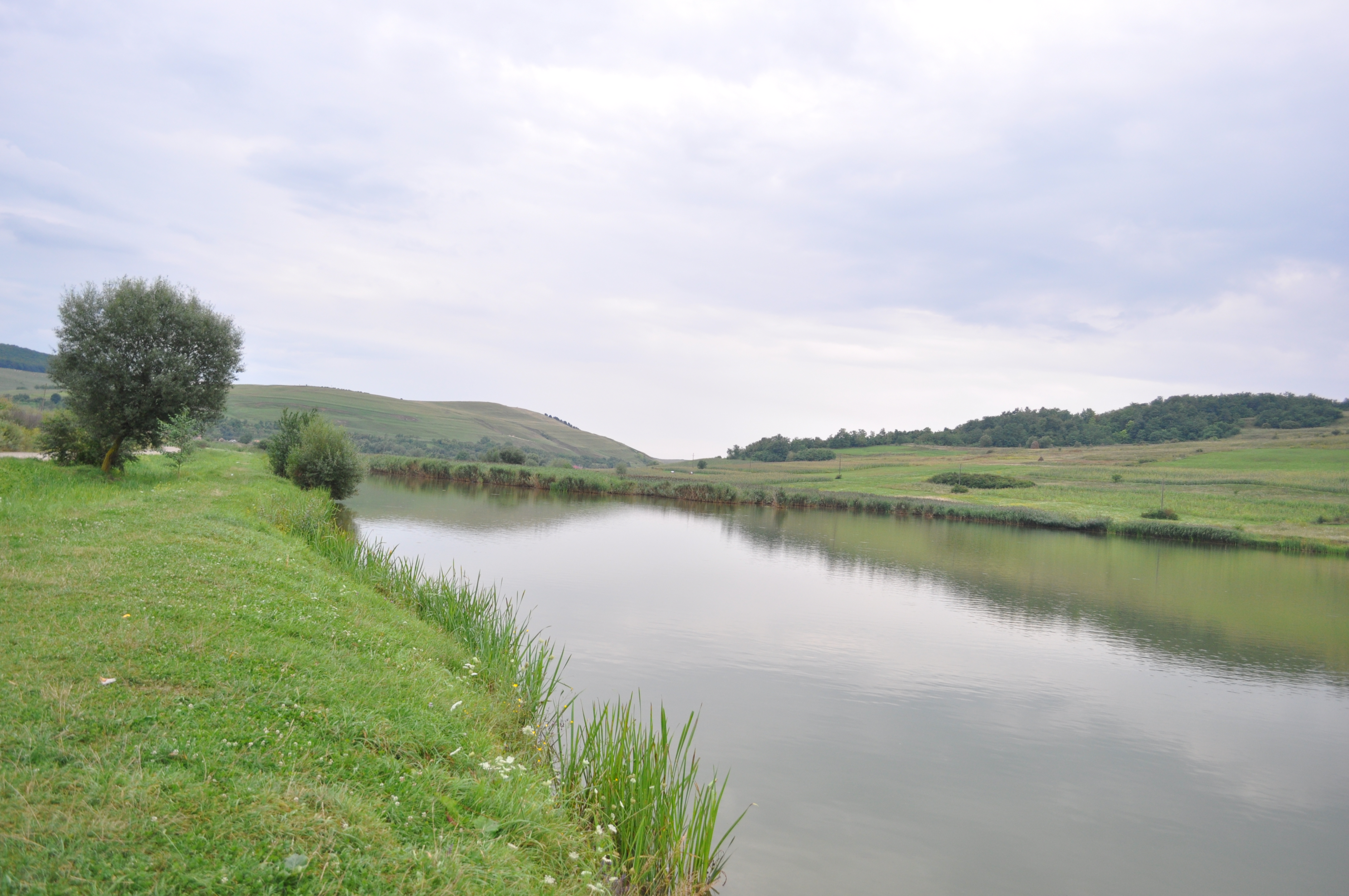
Lacurile din Manic
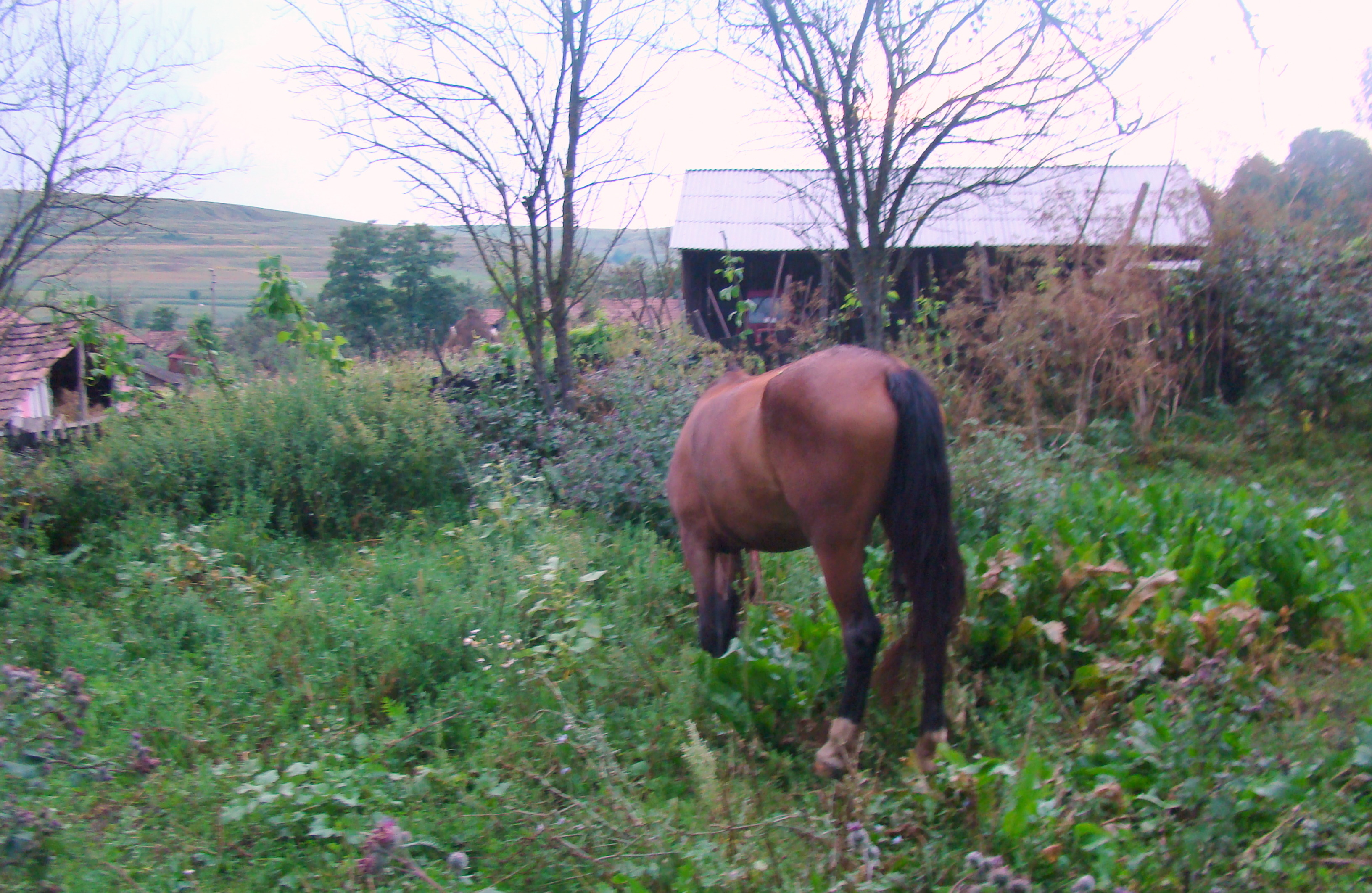
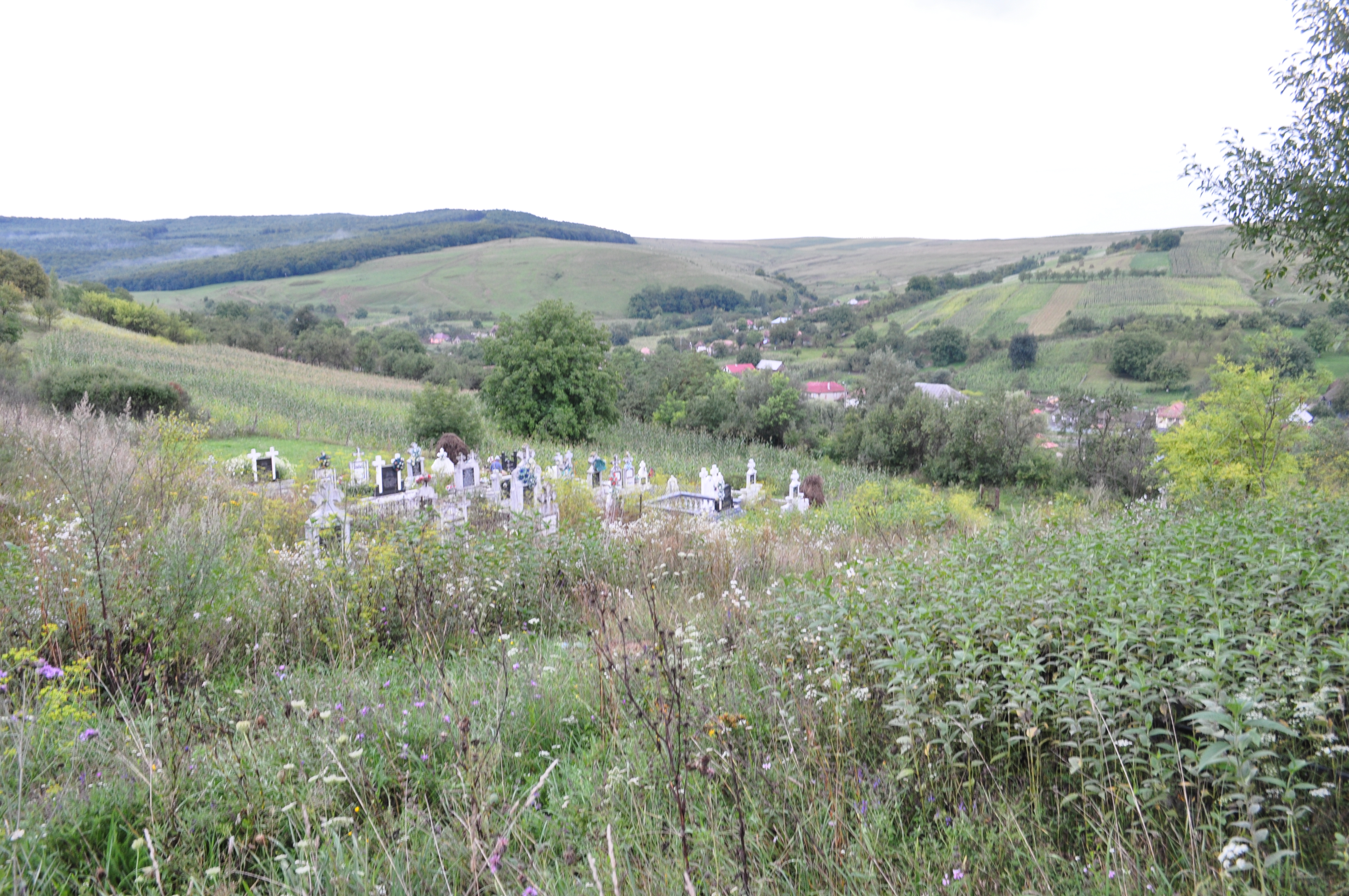
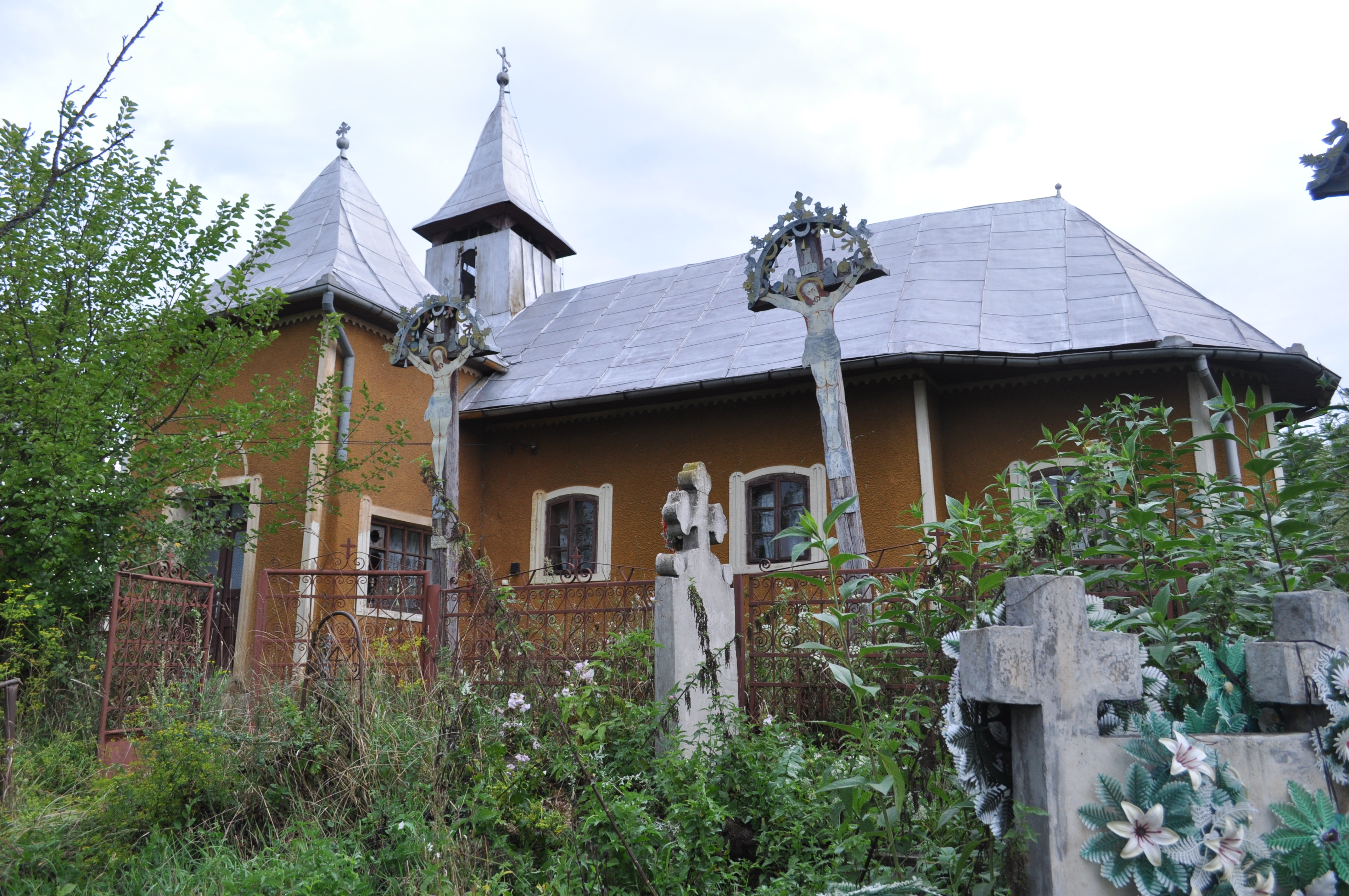
Biserica de lemn „Sfinții Arhangheli”
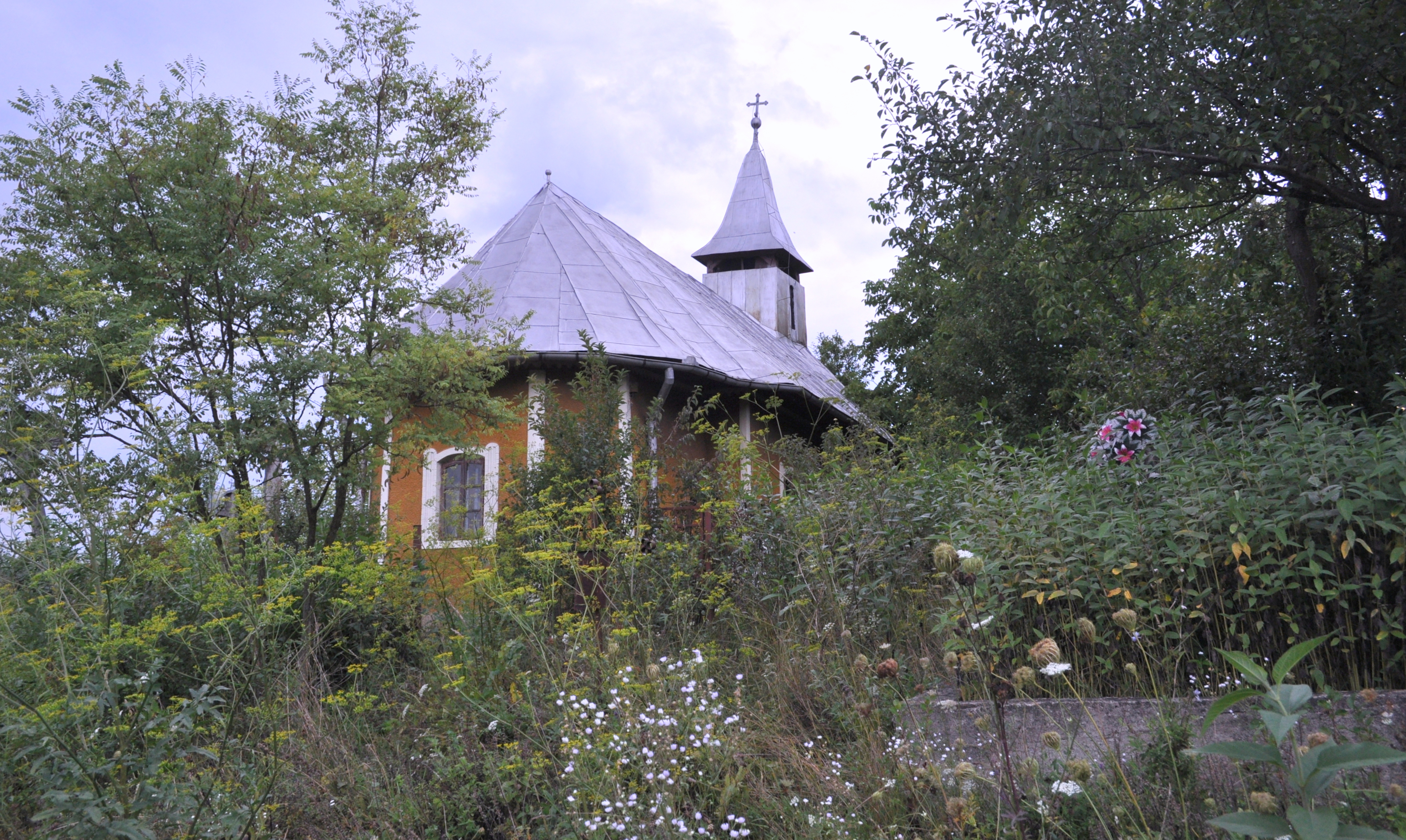
Biserica de lemn „Sfinții Arhangheli”
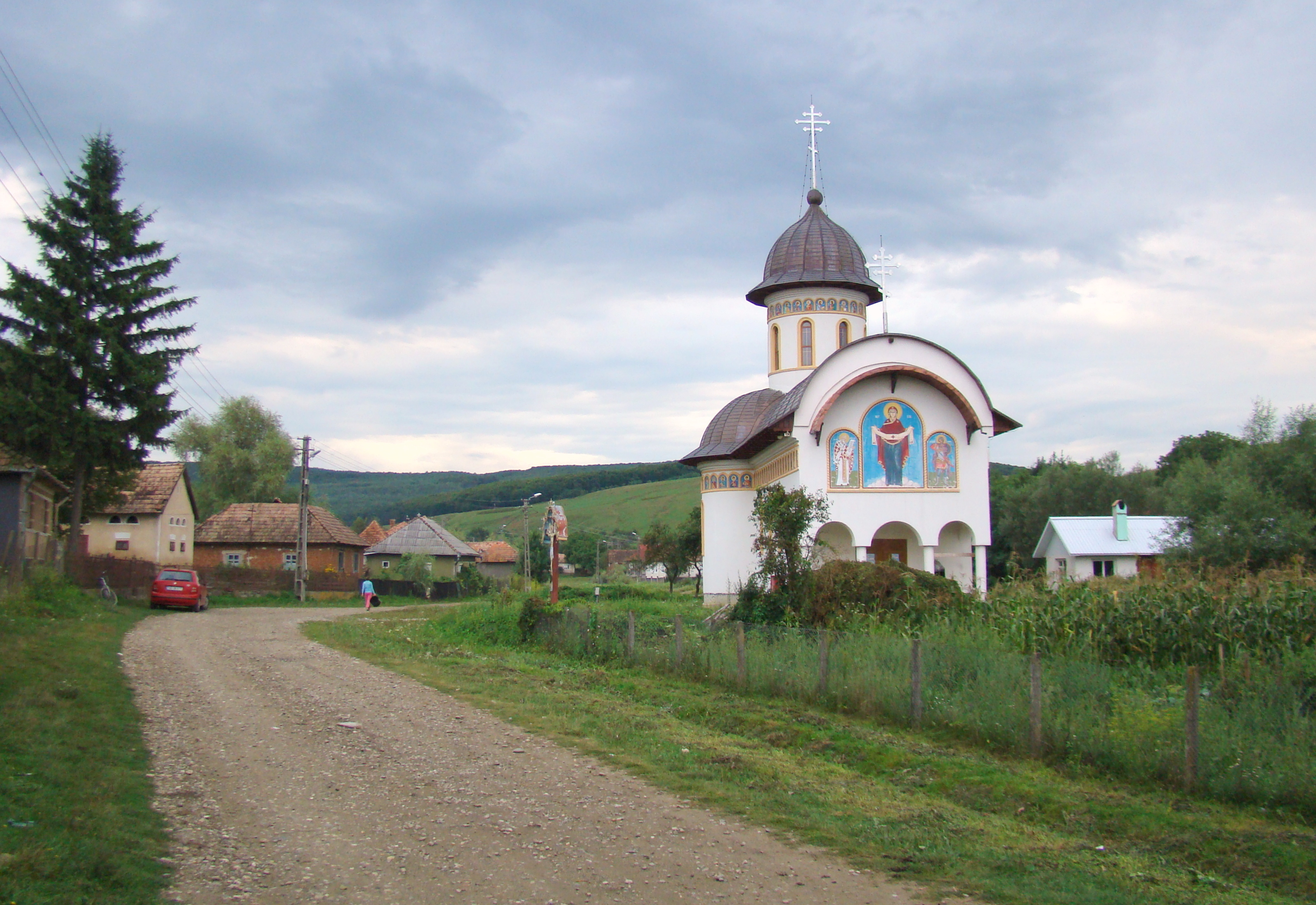
Biserica ortodoxă nouă cu hramurile „Sfântul Mare Mucenic Mina” și „Sfântul Nicolae”
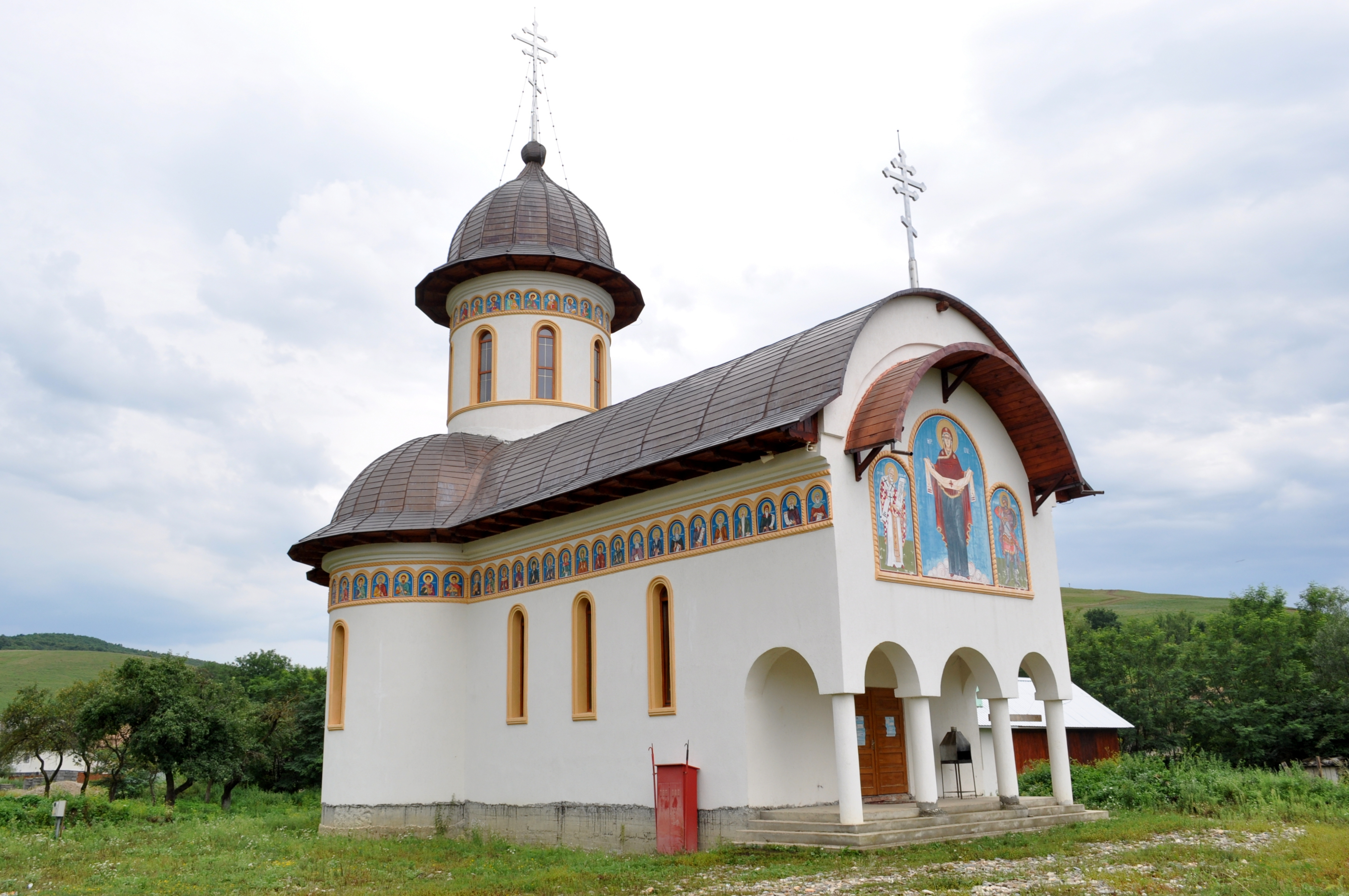
Biserica ortodoxă nouă cu hramurile „Sfântul Mare Mucenic Mina” și „Sfântul Nicolae”
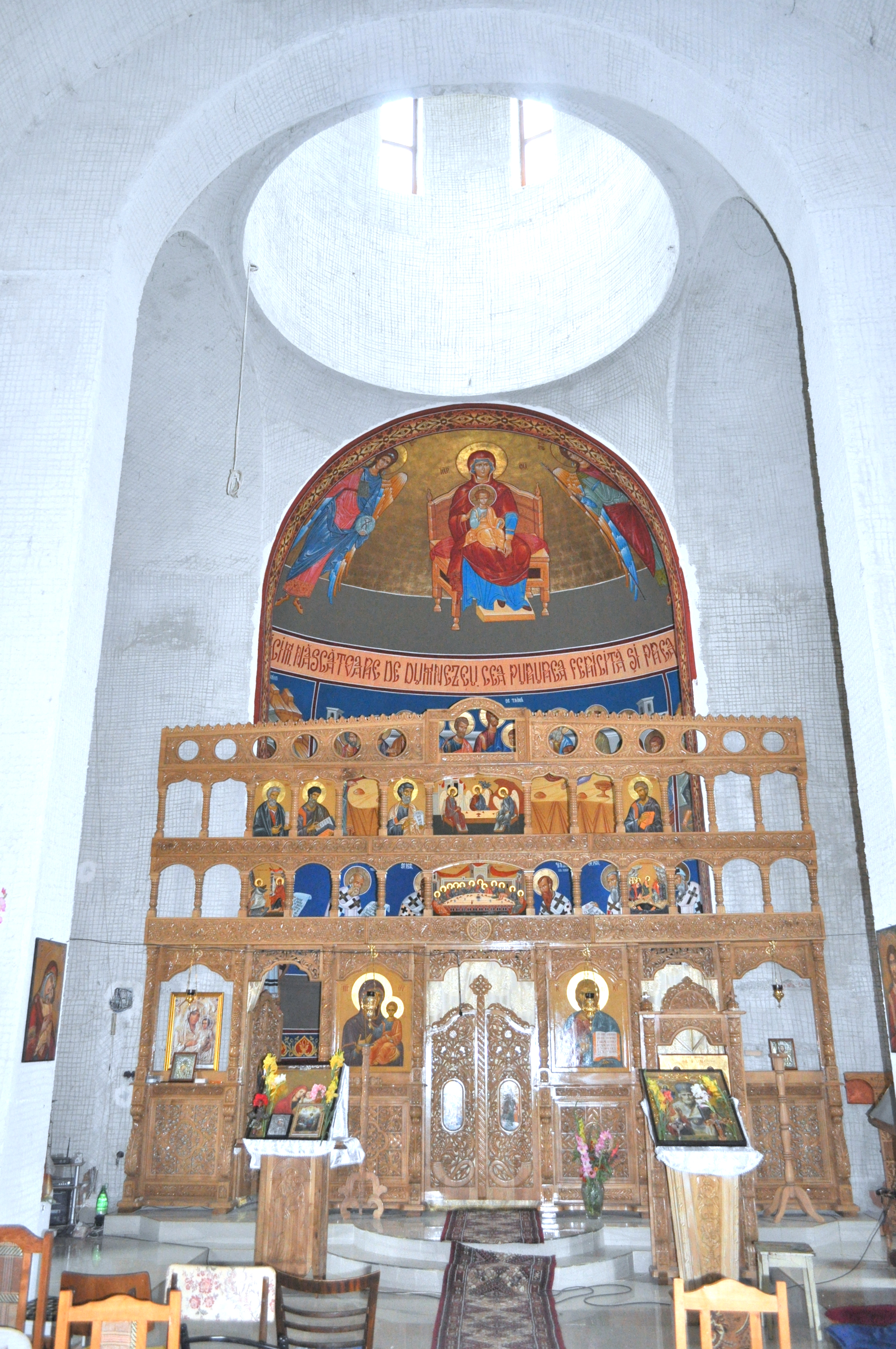
Biserica ortodoxă nouă (interiorul navei)
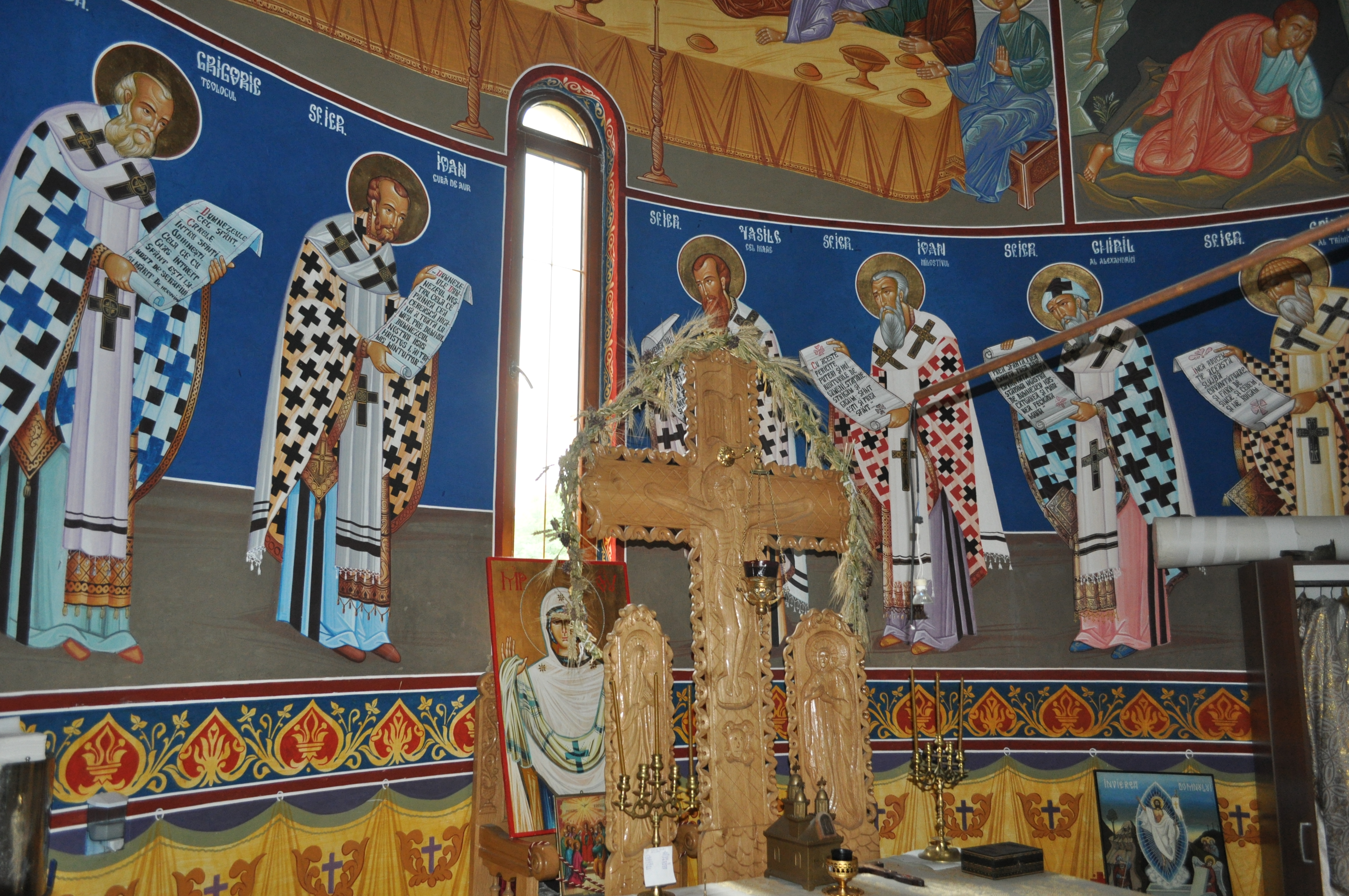
Biserica ortodoxă nouă (pictura altarului)

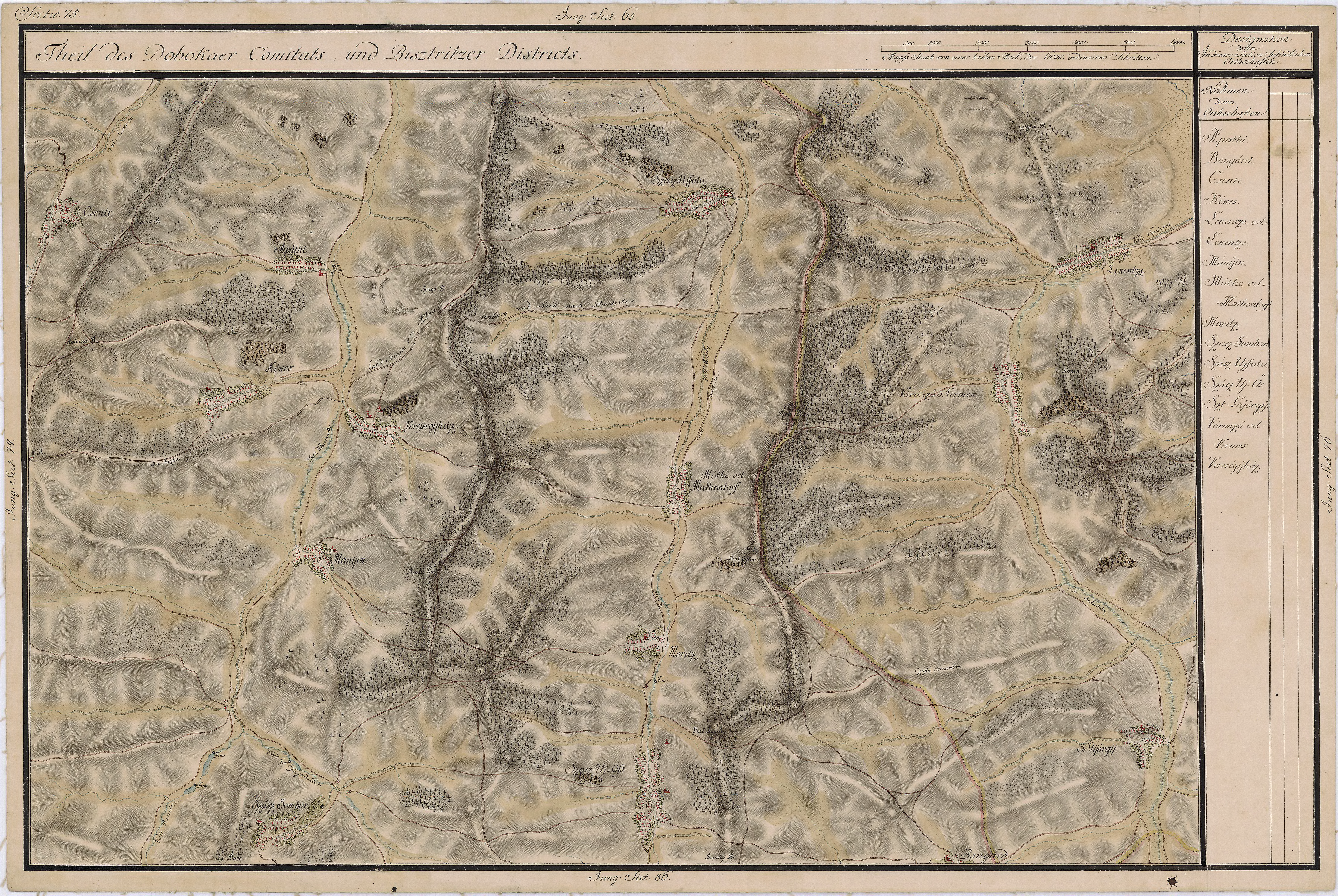
Manic în Harta Iosefină a Transilvaniei, 1769-73